# Бергман, Генри
Генри Бергман (англ. Henry Bergman; 23 февраля 1868 — 22 октября 1946) — американский актёр театра и кино, известный своим долгим сотрудничеством с Чарли Чаплином.

## Биография
Родился в Сан-Франциско, штат Калифорния. Выступал в театре. Впервые появился на экране в 1914 году, в возрасте 46 лет. Его сотрудничество с Чарли Чаплином началось в 1916 году с фильма «Контролёр универмага». В течение своей дальнейшей кинокарьеры он снялся в таких фильмах Чаплина как «Лавка ростовщика», «Иммигрант», «Собачья жизнь», «Малыш», «Парижанка», «Золотая лихорадка», «Цирк», «Огни большого города». Последний раз он появился на экране в фильме Чаплина «Новые времена» в роли менеджера ресторана. Позднее он помогал Чаплину при съёмках фильма «Великий диктатор». Чаплин помог Бергману в финансировании ресторана «Генри», который тот открыл в Голливуде. Ресторан стал популярным местом встречи для знаменитостей, предшественником ресторана «Brown Derby».
Генри Бергман продолжал сотрудничать с Чарли Чаплином вплоть до своей смерти от сердечного приступа в 1946 году. Актёр похоронен на кладбище Hillside Memorial Park в Калвер-Сити, Калифорния.

## Фильмография
- 1916 — Контролёр универмага — старик, покупатель трубы
- 1916 — Лавка ростовщика — ростовщик
- 1916 — За экраном — режиссёр исторической драмы
- 1916 — Скетинг-ринг — миссис Стаут / злой клиент
- 1917 — Тихая улица — анархист
- 1917 — Лечение — массажист
- 1917 — Иммигрант — художник / толстая иммигрантка
- 1917 — Искатель приключений — отец девушки / докер
- 1918 — Собачья жизнь — толстая дама в пабе / безработный
- 1918 — Облигация — Джон Булль (в британской версии фильма)
- 1918 — На плечо! — немецкий сержант / фельдмаршал фон Гинденбург / человек в воспоминаниях Шарло
- 1919 — Солнечная сторона — отец девушки
- 1919 — Удовольствия дня — капитан / мужчина в автомобиле / второй полисмен
- 1921 — Малыш — профессор Гуидо / толстый горожанин / хозяин ночлежки / Апостол Пётр
- 1921 — Праздный класс — гость в форме полицейского / спящий бродяга
- 1922 — День получки — рабочий-собутыльник
- 1923 — Пилигрим — шериф в поезде и на вокзале
- 1923 — Парижанка — метрдотель
- 1925 — Золотая лихорадка — Хэнк Кёртис, горный инженер
- 1928 — Цирк — старый клоун
- 1931 — Огни большого города — мэр города / сосед слепой девушки
- 1936 — Новые времена — хозяин ресторана